# 推官
推官，唐朝時設置，最早是節度使、觀察使等官的屬官，多掌理司法，不繫京職，後期成為對法官的雅稱。清朝末期改稱推官為推事，中華民國初年仍稱法官為推事。

## 沿革
唐朝節度使、觀察使、團練使、防禦使等幕府均設有推官，地位僅次於判官、掌書記，並用以掌理刑獄司法。
宋代沿用推官一職，郡推官屬於佐官，三司各部推官主管各案公事。京師開封府設左、右兩廳，每廳有推官一員。
元代各路总管府亦有推官，以掌理刑獄。
明代各府設推官，掌理刑名，處理民刑訟事。明末有监纪推官一职。在明代的府衙生态里， 一把手是知府， 二把手是同知， 三把手是通判， 四把手是分管刑名理狱工作的推官， 俗称“刑厅”， 也叫“四爷”。
清初仍設推官及掛銜推官，清世祖順治三年（1646年）廢除職銜推官，清聖祖康熙六年（1667年）廢除推官。
清德宗光緒三十三年（1907年）大理院重設推官，又改稱“推事”。其取意為：根據證據與事理，去“推斷”或“推定事實”，故簡稱“推事”。
民國初年沿用“推事”一詞，作為對法官的稱呼；1947年12月25日，中華民國憲法使用法官一詞；1989年12月22日，《司法人員人事條例》使用“法官”一詞，同日《法院組織法》的推事更名為“法官”；2003年2月7日，《民事訴訟法》的推事更名為“法官”，但是《刑事訴訟法》仍沿用“推事”一詞。
2020年1月15日，總統令公布《刑事訴訟法》修正條文，將“推事”一詞全數修正為“法官”；“推事”一詞正式消失於《刑事訴訟法》。